# Молина Уренья, Хосе Рафаэль
Хосе Рафаэль Молина Уренья (исп. José Rafael Molina Ureña; 31 января 1921, Сан-Франсиско-де-Макорис, Доминиканская Республика — 22 мая 2000) — доминиканский государственный деятель, и. о. президента Доминиканской Республики (1965).

## Биография
Получил высшее юридическое образование. С 1948 г. как доктор права преподавал юридические науки в Университете Санто-Доминго. Работал юристом, получил образование в сфере торгового права и социальных наук во Франции и в Коста-Рике.
Выдвигался на пост президента страны от Доминиканской революционной партии. Позже он стал генеральным секретарем и президентом партии Революционной независимости (Partido Revolucionario Independiente). Во время президентства Хуана Боша в феврале-сентябре 1963 г. занимал должности вице-президента и председателем Учредительного собрания и Палаты депутатов.
После того, как в апреле 1965 г. в результате восстания с требованием вернуть Хуана Боша на пост президента и восстановления Конституции 1963 г. повстанцы заняли столицу страны, был назначен исполняющим обязанности президента страны. Однако уже через два дня президентом был провозглашен полковник Франсиско Альберто Кааманьо, которого должен был сменить по возвращении из пуэрто-риканской ссылки Бош, а вскоре в результате в гражданской войны и американской интервенции они лишились власти.
В 1968—1971 гг. — посол во Франции, в 1980—1981 гг. — президент консультативного совета Seguros (JUCOSE), а до этого — генеральный администратор.